# Ségrie-Fontaine
Ségrie-Fontaine település Franciaországban, Orne megyében. Lakosainak száma 403 fő (2018. január 1.). Ségrie-Fontaine Ménil-Hubert-sur-Orne, Bréel, La Lande-Saint-Siméon, Notre-Dame-du-Rocher, Saint-Philbert-sur-Orne és Taillebois községekkel határos.

## Népesség
A település népessége az elmúlt években az alábbi módon változott:
| Lakosok száma | 404  | 444  | 497  | 498  | 453  | 406  | 420  | 427  | 405  | 403  |
|               | 1962 | 1968 | 1975 | 1982 | 1990 | 2008 | 2013 | 2015 | 2017 | 2018 |